# Ernle Bradford
Ernle Dusgate Selby Bradford (né le 11 janvier 1922 à Cole Green, Norfolk - décédé le 8 mai 1986) est un historien britannique du XXe siècle spécialisé dans l'histoire du monde méditerranéen et l'histoire navale.